# László Gyula Gimnázium és Általános Iskola
A László Gyula Gimnázium és Általános Iskola  Budapest XV. kerületében található.

## Történet
1972-től működik az intézmény. 1995-ben elindult a nyolcosztályos gimnázium  1999-ben két óvodával bővült (Kavicsos óvoda és Páskom óvoda)
Az intézmény 2000-ben felvette László Gyula nevét.

## Igazgató
- Munkácsy Gyuláné (1972-1978)
- Madarász Józsefné (1978-1992)
- Csonti Istvánné (1992-2006)
- Bäckné Kremm Andrea (2006-2025)

## Igazgatóhelyettesek
- Dezsőfi Zita (1-4. évfolyam)
- Simonné Kapin Magdolna (5-8. évfolyam)
- Marton Margit (gimnázium)